# Aulo Gelio Lucchi
Aulo Gelio Lucchi (Verona, 16 luglio 1925 – Ferrara, 23 settembre 1999) è stato un calciatore italiano, attivo come difensore negli anni cinquanta, principalmente nelle file della SPAL.

## Carriera
Terzino di grande temperamento e forza agonistica, inizia nel Verona in Serie B nel dopoguerra, per approdare a Ferrara nel primo anno di Serie A della SPAL nel 1951.
Paolo Mazza lo schiera in coppia con Gianfranco Dell'Innocenti e successivamente con l'ungherese Vinyei e Delfrati.
Con la SPAL Lucchi gioca 210 partite nella massima serie, detenendo con Oscar Massei il record assoluto di presenze in maglia biancoazzurra in Serie A.

La rosa della 1958-59, Lucchi è in ginocchio, ultimo da sinistra dopo Vincenzo Gasperi.

Al pari dell'argentino Mazza non si volle mai privare di Lucchi che giocò la sua ultima partita con la SPAL, prima del suo ritiro, il 26 aprile 1959 a Ferrara contro la Fiorentina, giusto il campionato prima dell'arrivo di Massei con cui Lucchi non giocò mai. Curiosamente, l'unica rete in Serie A Lucchi la realizzò nel campionato 1955-56 in un incontro esterno contro l'Inter, conclusasi 3-1 per i nerazzurri e proprio Oscar Massei fu tra i marcatori per i milanesi.
Ritiratosi dal calcio si stabilì definitivamente a Ferrara e intraprese la carriera di assicuratore.
È scomparso alla fine degli anni novanta.